# زلیونی ساد (شهرستان چرنویارسکی، آستراخان)
زلیونی ساد (به لاتین: Zelyony Sad) یک منطقهٔ مسکونی در روسیه است که در استان آستراخان واقع شده‌است.